# Vistepite
La vistepite è un minerale.